# Biesweerd
Biesweerd is een natuurgebied bij het gehucht Herbricht van de Belgische deelgemeente Neerharen. Dit gebied van circa 9 hectare groot ligt in de winterbedding van de Grensmaas en wordt beheerd door de afdeling van Natuurpunt in Lanaken.

## Historiek
Oorspronkelijk was dit een grasland met een boomgaard. In de jaren 1960 werd hier grind gewonnen en in de twee volgende decennia werd een deel van het terrein gebruikt als vuilnisbelt (het stort Tielens).

## Fauna en flora
Biesweerd bestaat uit graslanden, hagen, struweel en een poel. Klaphekjes geven toegang tot het wilgenbos. Paarden zorgen voor begrazing waardoor de structuur van het terrein, de flora en fauna meer variatie vertonen en vorming van bos wordt vermeden. De minder intensieve begrazing leidt tot het voorkomen van kattendoorn, heksenmelk en rode ogentroost.
Slijkgroen, een plant die nog weinig voorkomt in Vlaanderen, is te vinden in de open plekken die in de winter onder water staan. Ook een in Vlaanderen zeldzaam voorkomende plant, de polei, is hier te vinden. Verder komen hier zilverschoon, fioringras, geknikte vossenstaart, aardbeiklaver en Engelse alant voor.
Vijf soorten amfibieën komen voor in de Biesweerd. Prominent aanwezig is de zeldzame kamsalamander die ook waterdraak wordt genoemd omwille van de opvallende kam op de rug bij de mannetjes tijdens de paringstijd. Deze amfibie stelt hoge eisen aan zijn voortplantingswater de Biezenplas: een diepe poel, voldoende (ondergedoken) vegetatie, vrij van vis en voldoende zonneschijn. Zijn landbiotoop werd door Natuurpunt verbeterd door de aanplanting van hagen en de aanleg van takkenrillen.
De grasmus, spotvogel, bosrietzanger, witgat en de grote lijster zien hier te zien en de meer zeldzame roodborsttapuit.

## Galerij

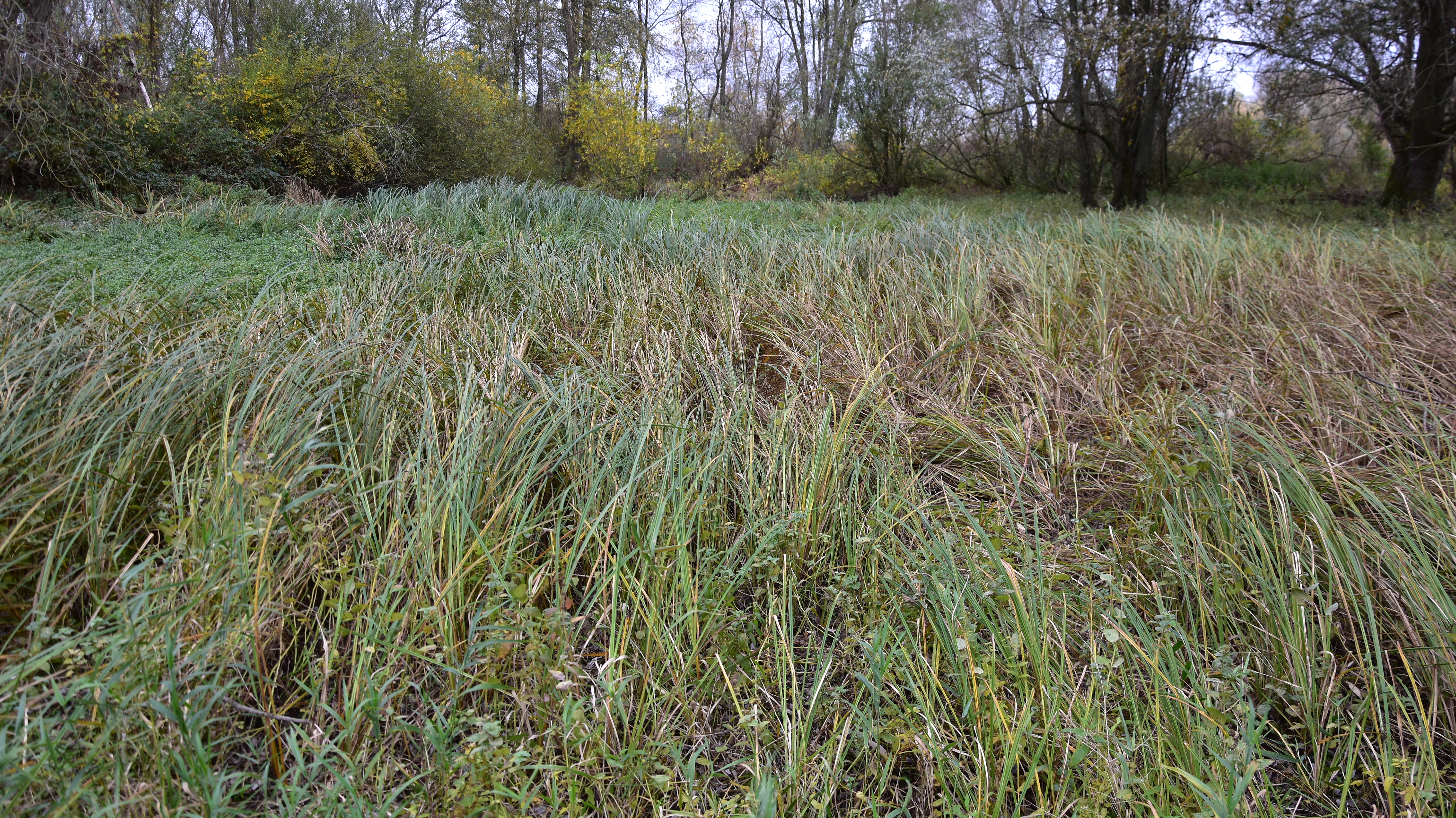
Poel waar de kamsalamander voorkomt, bij zeer lage waterstand
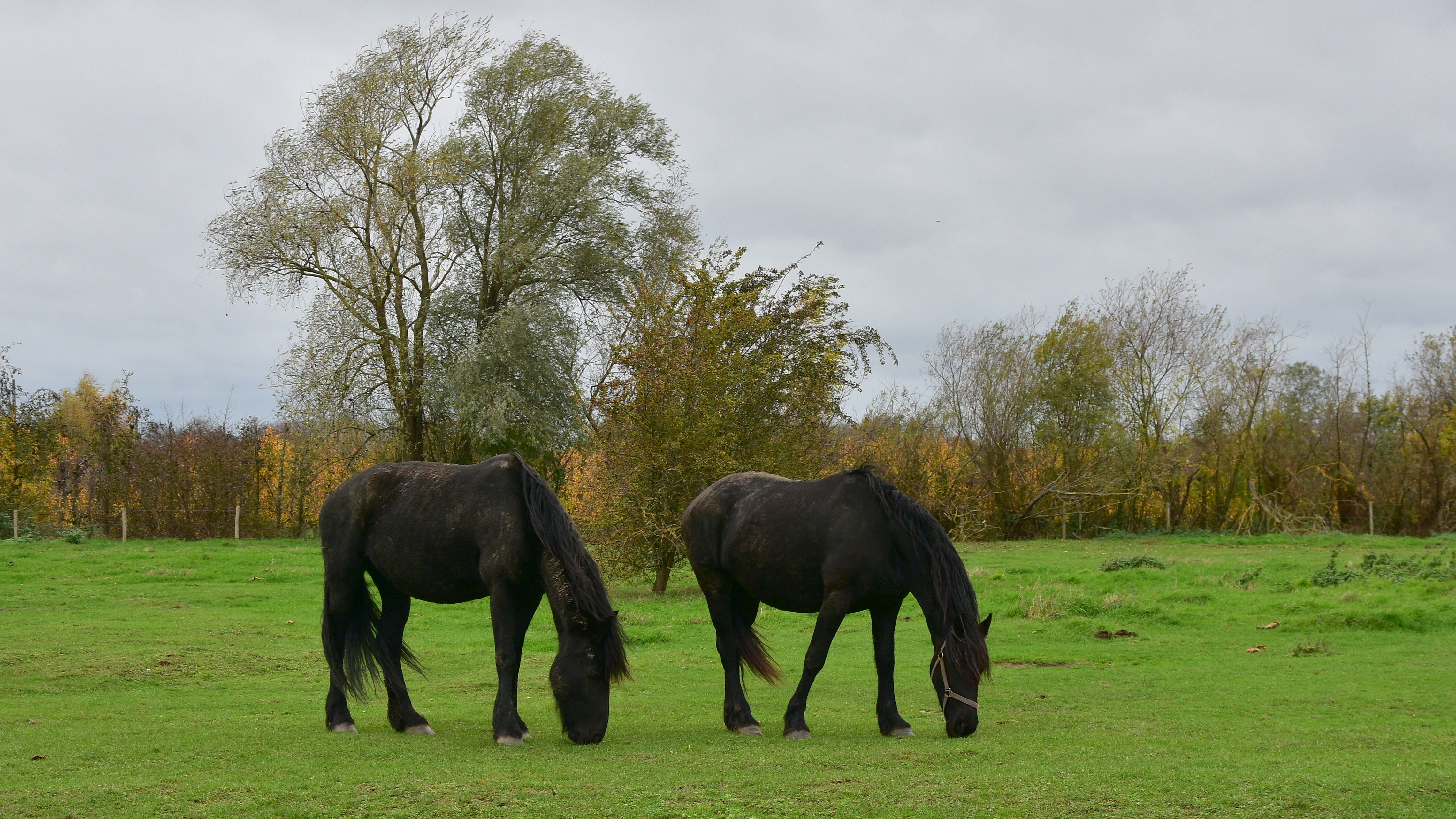
Friese paarden op de Biesweerd
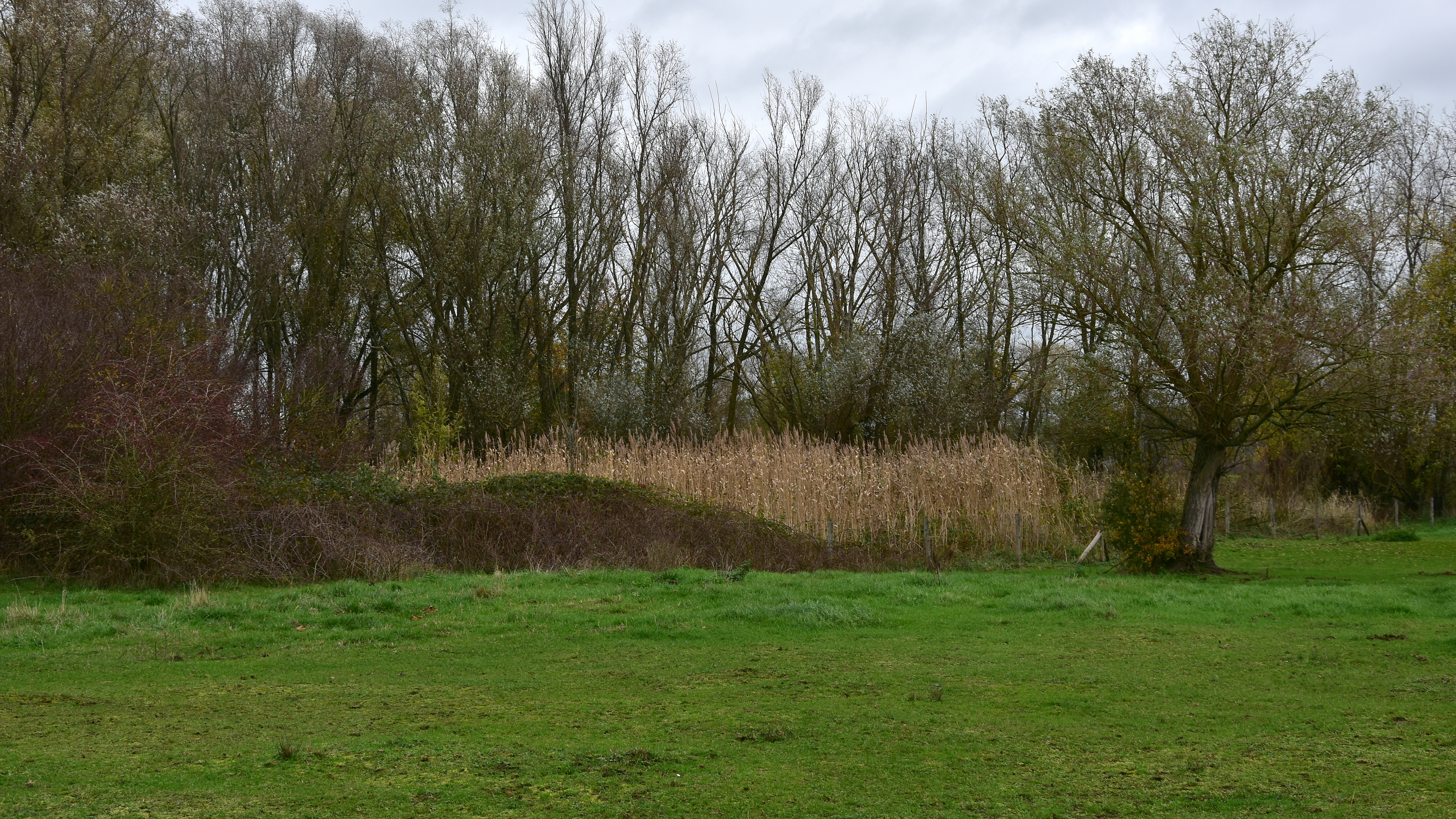
Rietkraag en wilgen aan de poel